# Obchodní příručí
Obchodní příručí (též obchodní pomocník, komi, komí, komis nebo kommis) je zastaralé označení pro zaměstnance vypomáhajícího v obchodě jeho majiteli. Na toto povolání se dotyčný připravoval vyučením v tomto oboru. Jednalo se o prodejce v odborném závodě, například v drogérii, obchodu s látkami a podobně, ale i hokynářském krámě. Dnes se toto povolání nazývá například konzultant prodeje.
Koncem 19. století trvalo vyučení na obchodního příručího tři až čtyři roky, během nichž učeň pracoval v obchodě bezplatně. Roční plat obchodního příručí činil 80 až 180 zlatých ročně. V českých zemích bylo celkem asi 30 tisíc obchodních příručích, z nichž někteří nepracovali přímo v obchodě, ale v kanceláři (při vedení účetnictví v případě větších obchodů apod.). V roce 1882 vznikla Českoslovanská obchodnická beseda Ústřední jednoty českého obchodního pomocnictva a zřízenců ve službách soukromých z království a zemí na Říšské radě zastoupených v Praze. Čeští obchodní příručí uspořádali v roce 1884 v Praze svůj první sjezd.